# Cineteca Mexiquense
La Cineteca Mexiquense es una institución dedicada a la preservación, catalogación, exhibición y difusión del cine en México. Es dependiente de la Secretaría de Cultura y Turismo del Estado de México.

## Historia
Fue inaugurada el 24 de agosto de 2018 por el entonces gobernador Alfredo del Mazo Maza y la Secretaria de Cultura, María Cristina García Cepeda. Se ubica al interior del Centro Cultural Mexiquense en la ciudad de Toluca.
Surgió como parte de las políticas culturales de la entidad para la promoción, difusión y distribución de las creaciones cinematográficas tanto estatales, nacionales e internacionales. Desde su apertura se firmó un convenio de colaboración con la Cineteca Nacional para formar parte del Programa "Circuito Cineteca", lo cual nos permite contar con destacados contenidos cinematográficos como la Muestra Internacional de Cine y el Foro Internacional de Cine.